# Špiro Mugošas flygplats
Špiro Mugošas flygplats är en flygplats i Montenegro. Den ligger i den södra delen av landet, 3 km sydost om huvudstaden Podgorica. Špiro Mugošas flygplats ligger 62 meter över havet.